# VM i skak 1910 (Lasker-Janowski)
VM i skak 1910 var en match mellem den regerende mester, Emanuel Lasker fra Tyskland, og udfordreren den polskfødte Dawid Janowski, som var bosat i Frankrig. Matchen blev afviklet Berlin, Tyskland i perioden 8. november – 10. december 1910. Vinderen af matchen var den, der nåede først til otte sejre uden remiser. Lasker bevarede titlen ved at vinde 8 – 0 i løbet af blot 11 partier. Dette var anden gang, han forsvarede sin titel i 1910; den første var i matchen mod Carl Schlechter.

## Matchregler
Matchen gjaldt først til otte sejre – remis tæller ikke.

## Styrkeforholdet inden matchen
Lasker havde – med pauser, hvor han plejede sin karriere som matematiker – været dominerende i verdensskakken og siddet på verdensmestertitlen, siden han erobrede den fra Wilhelm Steinitz ved en match i 1894.
Hans seneste matchforsvar – i januar-februar samme år mod Schlechter – var dog meget tæt på at ende galt. I en match på ti partier begik Lasker en stor fejl i femte parti og tabte, og da de øvrige partier endte remis, var han nødt til at vinde sidste parti for at redde uafgjort. Schlechter spillede på gevinst og stod til at vinde i en kompliceret stilling, men regnede galt og tabte. Det er ikke helt klart hvorfor "remis-mesteren", som han blev kaldt i sin samtid, Schlechter spillede for at vinde, men det menes, at Lasker havde en klausul om, at modstanderen skulle vinde med to for at overtage titlen.
Janowski var en stærk polsk spiller, der dog ikke havde de store resultater. Han havde spillet to matcher mod Lasker i 1909, hvor de havde spillet lige op i den første, men hvor Lasker havde vundet stort i den anden. Ifølge Chessmetrics historiske ratingberegning var der stor forskel på spillerne i november 1910, hvor Laskers rating er beregnet til 2820 og Janowskis til 2647.

## Matchresultat
| VM matchen Lasker-Janowski , 1910 | VM matchen Lasker-Janowski , 1910 | VM matchen Lasker-Janowski , 1910 | VM matchen Lasker-Janowski , 1910 | VM matchen Lasker-Janowski , 1910 | VM matchen Lasker-Janowski , 1910 | VM matchen Lasker-Janowski , 1910 |
| Parti                             | Dato (1910)                       | Hvid                              | Sort                              | Resultat                          | I alt Lasker                      | I alt Janowski                    |
| --------------------------------- | --------------------------------- | --------------------------------- | --------------------------------- | --------------------------------- | --------------------------------- | --------------------------------- |
| 1                                 | 8. november                       | Lasker                            | Janowski                          | 1– 0                              | 1                                 | 0                                 |
| 2                                 | 9. november                       | Janowski                          | Lasker                            | ½ – ½                             | 1                                 | 0                                 |
| 3                                 | 12. november                      | Lasker                            | Janowski                          | ½ – ½                             | 1                                 | 0                                 |
| 4                                 | 17. november l                    | Janowski                          | Lasker                            | 0 – 1                             | 2                                 | 0                                 |
| 5                                 | 19. november                      | Lasker                            | Janowski                          | 1 - 0                             | 3                                 | 0                                 |
| 6                                 | 20. november                      | Janowski                          | Lasker                            | ½ – ½                             | 3                                 | 0                                 |
| 7                                 | 24. november                      | Lasker                            | Janowski                          | 1 – 0                             | 4                                 | 0                                 |
| 8                                 | 27. november                      | Janowski                          | Lasker                            | 0 – 1                             | 5                                 | 0                                 |
| 9                                 | 1. december                       | Lasker                            | Janowski                          | 1 - 0                             | 6                                 | 0                                 |
| 10                                | 6. december                       | Janowski                          | Lasker                            | 0 - 1                             | 7                                 | 0                                 |
| 11                                | 10. december                      | Lasker                            | Janowski                          | 1 - 0                             | 8                                 | 0                                 |